# Lars Nygren
Lars Nygren, född 29 maj 1943 i Stocksund, död 4 augusti 2017 i Stockholm , var en svensk författare, litteraturkritiker (Bonniers Litterära Magasin, Göteborgs-Posten) och inläsare.

### Böcker
- Parlör (1977)
- Sommarhusets figur. En essäbok (1992)
- Från sidan (1997)
- Badet i Fredhäll, en historik (2001)
- CV;ORDSLUT (2007)
- Ingela (2008)
- Roj Friberg (2010)
- "Mitt Lofoten", konstnären Else-Maj Johansson (med Staffan Söderblom), (2011)

### Redaktör
Urval, sammanställning, förord, noter, kommentarer.
- Ulf Linde, Efter hand (1985)
- Torsten Renqvist, Brottstycken (1988)
- Torsten Renqvist, Flisor (1994)
- Ulf Linde, Svar (1999)
- Ulf Linde, Presentationer (med Bengt Jangfeldt; 1999)
- Carl Fredrik Reuterswärd, Closed for holydays, (2000)
- Evert Lindfors, Utan returbiljett (2001)
- Ulf Linde, Jazz (2004, 2010)
- Evert Lindfors, Sans billet de retour, (Frankrike; 2004)
- Shih-t'ao, Några klargörande kommentarer kring konsten att måla (översatt av Ola Granath; 2006)
- Ulf Linde, Från kart till fallfrukt (2008)
- Torsten Renqvist, Flisor med efterord 2010, (2010)
- Ulf Linde, "Sammelsurium" (2011)

### Kataloger
- Tantra,  Riksutställningar (1976)
- Torsten Renqvist. Målaren, Prins Eugens Waldemars udde (1989)
- Torsten Renqvist, Liljevalchs konsthall (1994)
- "Bonniers porträttsamling", (2010)
- "Ulf Linde o.s.a.", "Ulf Lindes Thielska galleriet", (2011)